# Katharina Cibulka

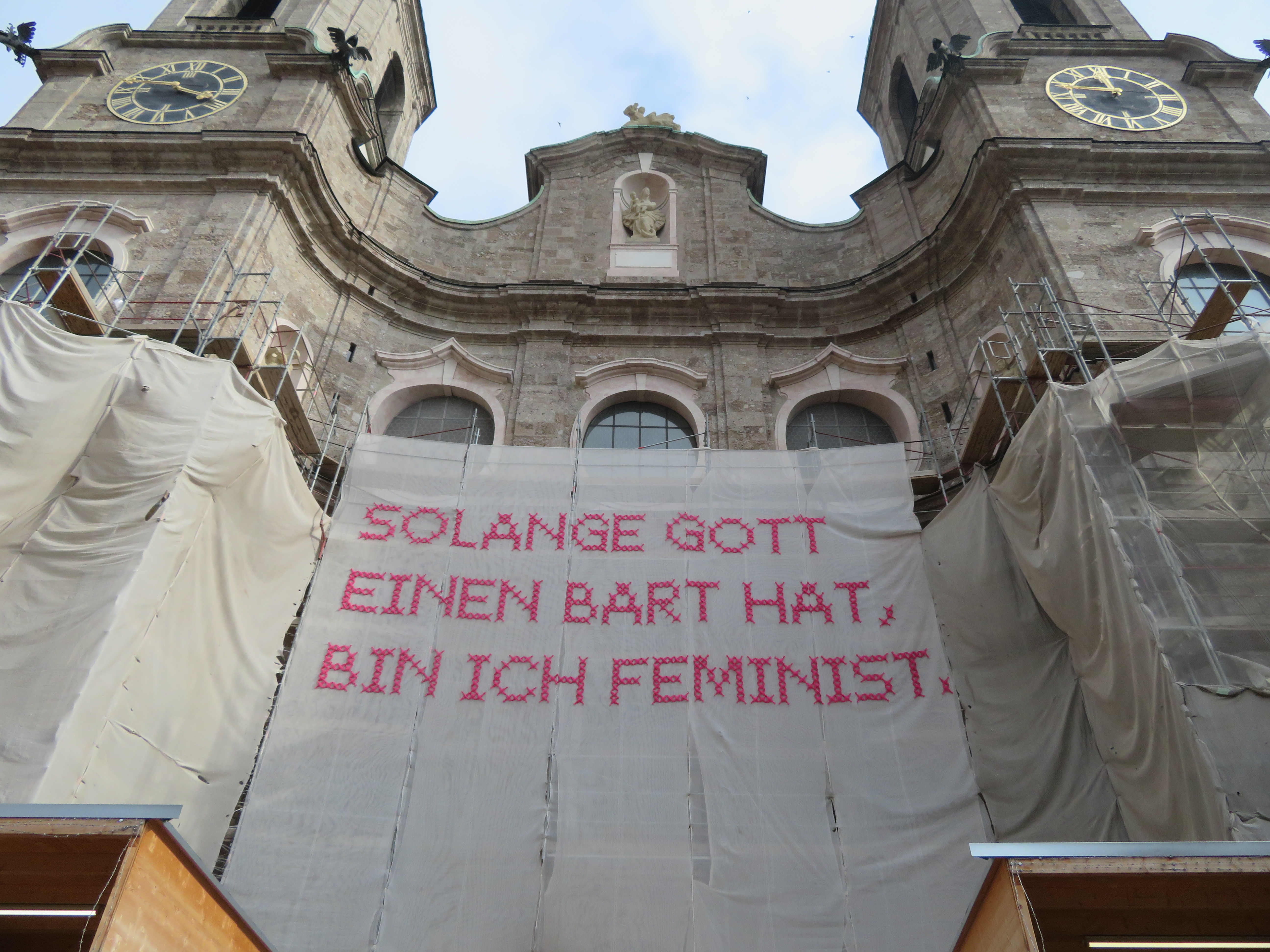
Netz #5 Innsbrucker Dom, 2018

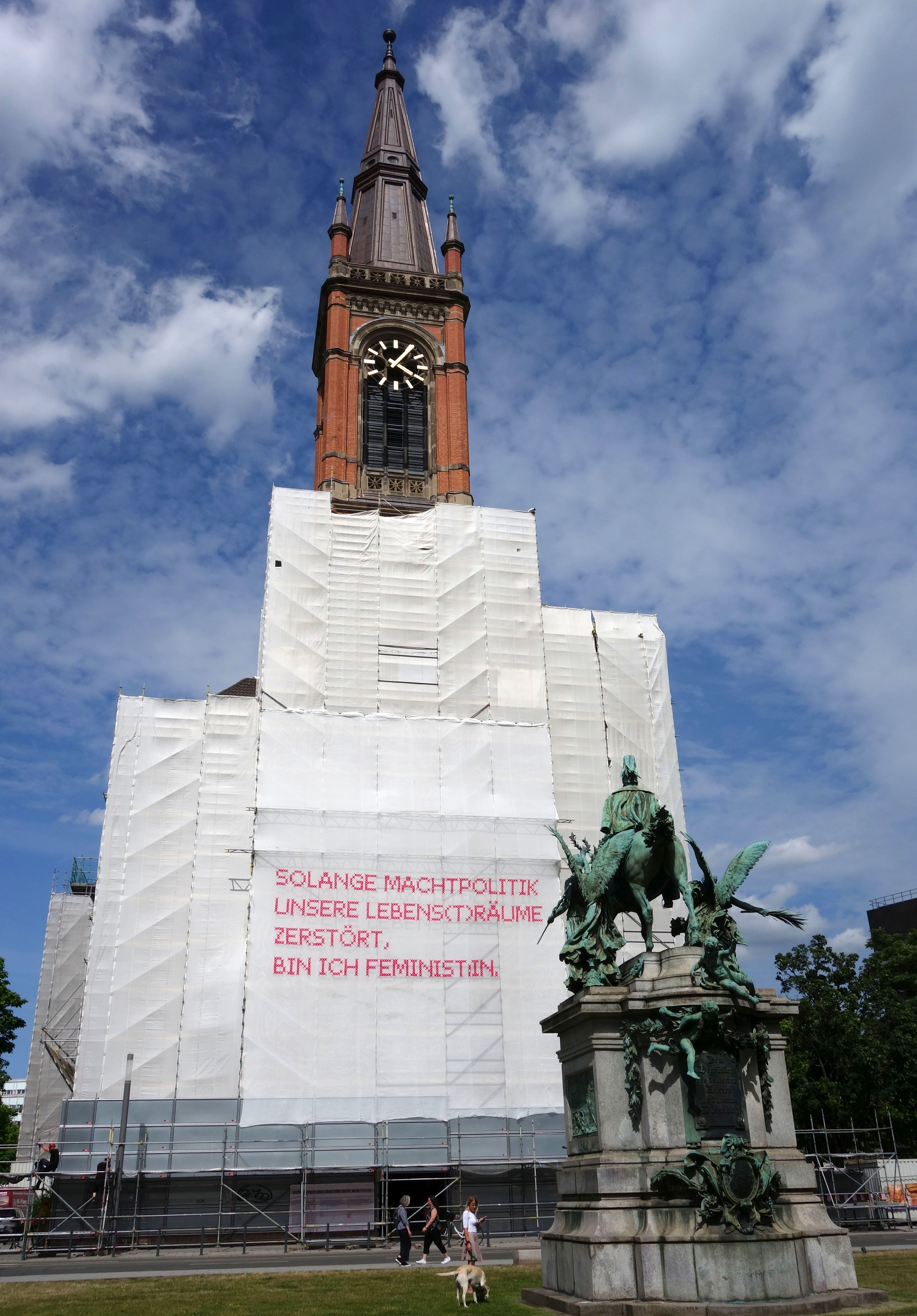
Netz #33 Johanneskirche in Düsseldorf, 2025

Katharina Cibulka (* 1975 in Innsbruck) ist eine österreichische feministische Künstlerin. Sie erhielt 2021 den Tiroler Landespreis für zeitgenössische Kunst und wurde international bekannt für ihre Installationen im öffentlichen Raum der Serie „SOLANGE“.

## Leben und Auszeichnungen
Schon vor dem Abschluss ihres Studium an der Akademie der bildenden Künste Wien, an der Schule für künstlerische Photographie Wien und an der New York Film Academy arbeitete Katharina Cibulka als Künstlerin, Filmemacherin und Fotografin. Sie gründete mit anderen Frauen die Band telenovela sowie die Künstlerinnengruppe peek a corner. Nach dem Förderpreis von 2014 erhielt Cibulka sieben Jahre später den Tiroler Landespreis für zeitgenössische Kunst. Nach dem Staatsstipendium für Bildende Kunst 2018 wurde sie im folgenden Jahr mit dem das Hilde-Zach-Kunststipendium ausgezeichnet. Zuvor hatte sie weitere Preise erhalten.
Cibulka unterrichtet seit 2021 am Institut für Raum und Designstrategien der Kunstuniversität Linz. Sie wohnt in Innsbruck und Wien.

## Kunstprojekt „SOLANGE“

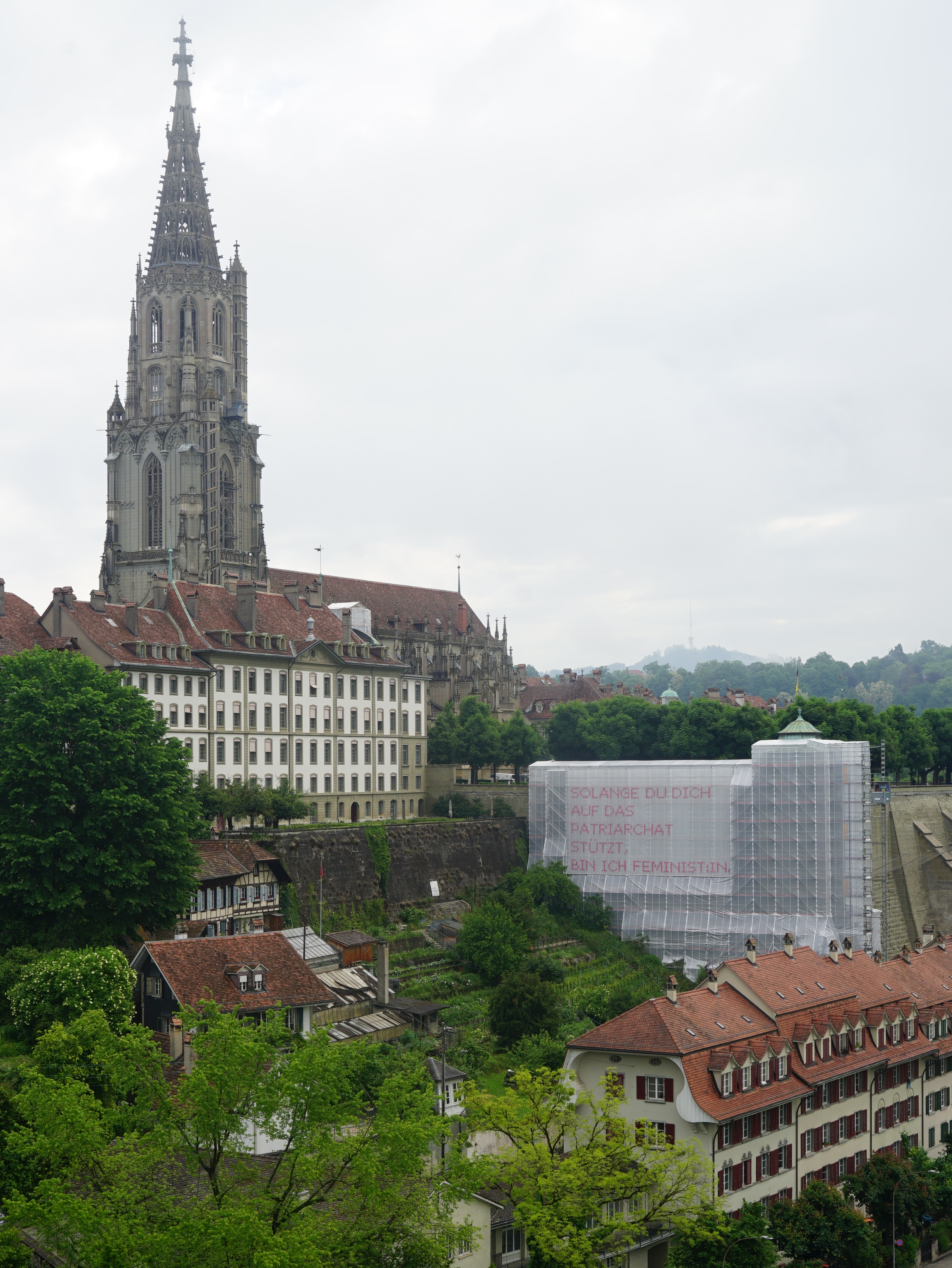
Netz #31, Münsterplattform in Bern, 2025

Ihre Kunstinstallationen der Serie „SOLANGE“ werden meist an den Netzen von Baugerüsten befestigt. Die großformatigen Botschaften im Stil von Stickereiarbeiten im Kreuzstich werden mit Tüll und Kabelbindern auf Staubschutznetzen befestigt, sie zeigen in Versalien einen Text der mit „SOLANGE“ beginnt und mit „bin ich Feminist:in“ endet. Mit Stand Juni 2025 zeigte sie 33 Netze in acht Ländern in sechs verschiedenen Sprachen und einem Dialekt.
Das erste Netz „SOLANGE ich von Karriere rede und du Familienmanagement meinst, bin ich Feministin.“ hing von Februar bis Mai 2018 in der Innsbrucker Bienerstraße. Ihr viertes Netz zeigte an der Akademie der Bildenden Künste in Wien von Juli 2018 bis Januar 2020 eine Botschaft in englischer Sprache: „AS LONG AS the art market is a boys’ club, I will be a feminist.“ (SOLANGE der Kunstmarkt ein Männerverein ist, bin ich Feministin.) Es folgte „SOLANGE Gott einen Bart hat, bin ich Feminist.“ am Dom zu St. Jakob in Innsbruck (Juli–November 2018). Erstmals im Ausland präsentierte Cibulka auf der Rabat Biennale in Marokko die Netze 7 und 8 in englischer und arabischer Sprache (September 2019–Januar 2020). Nach den Netzen 14 bis 16 (Künstlerhaus Wien, Rathaus Salzburg und Medizinische Universität Innsbruck) folgte ein Netz in Slowenien.
Das 17. Netz „DOKLER bo upanje, ki ga širimo, močnejše od strahu, s katerim se soočamo, bom feminist_ka.“ (SOLANGE die Hoffnung, die wir verbreiten, stärker ist als die Angst, der wir begegnen, bin ich Feminist:in) am Palače Cukrarna in Ljubljana war Teil einer Gemeinschaftsausstellung und wurde vier Tage nach der Installation durch Vandalismus zerstört. Die Kuratoren entschieden die verbliebenen Worte „die Hoffnung – verbreiten – die Angst – wir begegnen“ stehen zu lassen.
Nach der Franzensfeste in Südtirol folgten zwei Netze am Stadtpfarrturm in Klagenfurt „SOLANGE manche Herren glauben, Gott zu sein, bin ich Feminist:in.“ sowie mit der slowenischen Entsprechung (Mai 2021–April 2022). Die Netze 23 bis 25 vermittelten zwischen August 2021 und Juli 2023 ihre ersten Botschaften in Deutschland, am Goethe-Gymnasium Freiburg, am Bürgerhaus Stollwerck in Köln („SOLANGE Dreifaltigkeit und Dreigestirn Männermacht demonstrier’n, bin ich Feminist:in.“) und an der Universität zu Köln. Im Ötztaler Heimat- und Freilichtmuseum hieß es bis September 2023 „SÖLONG a Weiwats dreimol sövl orbatet, obr dreimol mindar vrdiet, bin i Feminischt:in.“ (SOLANGE eine Frau dreimal so viel arbeitet, aber dreimal weniger verdient, bin ich Feminist:in.) Die Biennale des FRAC Centre-Val de Loire in Vierzon zeigte im Spätjahr 2022 „TANT QUE mon anatomie déterminera mon autonomie, je serai féministe.“ (SOLANGE meine Anatomie meine Autonomie bestimmt, bin ich Feminist:in. #26). Das folgende Netz „AS LONG AS generations change but our struggles stay the same, I will be a feminist.“ war bis Mai 2023 am National Museum of Women in the Arts in Washington angebracht (SOLANGE sich Generationen wandeln, doch die Ungerechtigkeiten bleiben, bin ich Feminist:in) Die Netze 28–30 vermittelten Botschaften an der Kunstuniversität Linz, am Postamt Bad Ischl und am FRAC Centre-Val de Loire in Orléans.
Cibulka stellte 2025 erstmals in der Schweiz aus. Ihr 240 Quadratmeter großes Netz #31 wurde zwei Tage vor dem internationalen Frauentag an der Münsterplattform in Bern installiert und zeigte bis Mitte Juni die Botschaft: „SOLANGE du dich auf das Patriarchat stützt, bin ich Feminist:in.“ Das 32. Netz „SÅ LENGE …“ präsentiert das Kunstindustrimuseum in Trondheim. Ende Juni folgte Netz #33 „SOLANGE Machtpolitik unsere Lebens(t)räume zerstört, bin ich Feminist:in.“ an der Johanneskirche in Düsseldorf.

## Schriften
- Let’s go equal – The Solange Project. Hirmer, 2023, ISBN 978-3-7774-4239-6.

## Belege
1. 1 2  tirol.orf.at: Landespreis für Katharina Cibulka. Abgerufen am 3. Juli 2025.
2. ↑  katharina-cibulka.com: Über mich. Lebenslauf. Abgerufen am 3. Juli 2025.
3. 1 2 3 4 5  „SOLANGE“-Projekt. Abgerufen am 3. Juli 2025.
4. ↑  tirol.orf.at: Mestna. The art work on the façade of the Cukrarna Palace was destroyed last night. Abgerufen am 3. Juli 2025.

| Personendaten    | Personendaten              |
| ---------------- | -------------------------- |
| NAME             | Cibulka, Katharina         |
| KURZBESCHREIBUNG | österreichische Künstlerin |
| GEBURTSDATUM     | 1975                       |
| GEBURTSORT       | Innsbruck, Österreich      |